# Schlacht bei Pollentia
Die Schlacht bei Pollentia fand am 6. April 402 in Norditalien zwischen Truppen des Römischen Reiches und den aus dem Osten eindringenden Westgoten statt.
Italien war zum Zeitpunkt, als sich die Westgoten unter König Alarich I. näherten, weitgehend ohne militärischen Schutz, da die meisten Truppen zum Kampf gegen die Alamannen an der unruhigen Nordgrenze eingesetzt wurden. Somit konnten die Westgoten die Julischen Alpen weitgehend ungehindert überqueren, Aquileia belagern und Istrien und Venetien besetzen. Daraufhin riet der weströmische Heerführer Stilicho dem Kaiser Honorius, sich im befestigten Mailand zu verschanzen; Stilicho selbst überquerte im Winter 401/402 mit seinen Truppen die Alpen und sorgte für rasche weitere Aushebungen bzw. rief Legionen aus entfernteren Provinzen herbei. Angesichts des scheinbar unaufhaltsamen Vormarsches der Westgoten wich Stilicho zunächst bis nach Arles zurück, entschloss sich im Frühjahr aber doch, südlich von Turin am Fluss Tanaro die Schlacht zu wagen, wo er den Belagerungsring, den Alarich um die Stadt Asti gelegt hatte, aufbrechen wollte. Den Angriffstermin legte Stilicho auf den Morgen des 6. April, d. h. auf Ostern, da er damit rechnete, so die Westgoten beim Morgengebet überraschen zu können. Der Überraschungsangriff gelang zunächst, doch konnte Alarich den Ausbruch einer Panik vermeiden. Es gelang ihm sogar, die alanischen Hilfstruppen Stilichos unter deren Anführer Saul, der dabei umkam, zu schlagen. Doch der darauffolgende Sturmangriff der Haupttruppen Stilichos auf das westgotische Lager erwies sich als durchschlagender Erfolg. Alarich sah sich gezwungen, das Schlachtfeld zu räumen und am Abend mit den verbleibenden Truppen nach Ligurien abzuziehen. Ein Großteil seiner im Balkan erbeuteten Schätze blieb im Lager zurück, ebenso seine Frau.
Stilicho wurde übelgenommen, dass er den Westgoten nicht hinterhersetzte. Dies stärkte, trotz seines Sieges, das Misstrauen der antigermanischen Fraktion des Reiches gegen ihn und sollte mit zu seinem späteren Sturz beitragen. Alarich jedenfalls konnte sich im östlichen Nord-Italien behaupten und seine Truppen reorganisieren, mit denen er dann im gleichen Jahr erneut eine militärische Konfrontation (→ Schlacht bei Verona) wagte.
Heute ist im Stadtteil Pollenzo der Stadt Bra eine archäologische Stätte mit den Überresten des antiken Pollentia zu finden.